# Jeanne-Claude
Jeanne-Claude Denat de Guillebon (født 13. juni 1935 i Casablanca, Marokko, død 18. november 2009 i New York, USA) var en franskfødt amerikansk kunstner, der i et tæt samarbejde med sin mand, Christo, skabte en række opsigtsvækkende kunstværker.
Parret var især kendt for en række indpakningsprojekter i stor skala. Således pakkede de Pont Neuf i Paris ind i stof i 1985, og i 1995 pakkede de Rigsdagsbygningen i Berlin ind i stof.
Jeanne-Claude var datter af en indflydelsesrig fransk general, og hun var forlovet med en anden mand, da Christo i 1958 fik bestiling på et portræt af hendes mor. I begyndelsen var Christo mere tiltrukket af Jeanne-Claudes halvsøster, men da Jeanne-Claudes bryllup stod for døren, var hun blevet gravid med Christo. Brylluppet blev gennemført, men Jeanne-Claude forlod snart sin mand for at leve med Christo. Parrets søn, Cyril, blev født i 1960. 
Selv om hun ikke oprindeligt var kunstner, blev Jeanne-Claude snart engageret i sin mands arbejde, og allerede i 1961 lavede de deres første fælles indpakningsprojekt. I 1964 flyttede de til New York, hvor de senere slog sig ned permanent. I 1973 fik parret amerikansk statsborgerskab.
De har lavet projekter flere steder i verden, bl.a. i Japan, Australien, Tyskland, Frankrig samt flere steder i USA.